# Nationaal Archeologisch Museum van Madrid

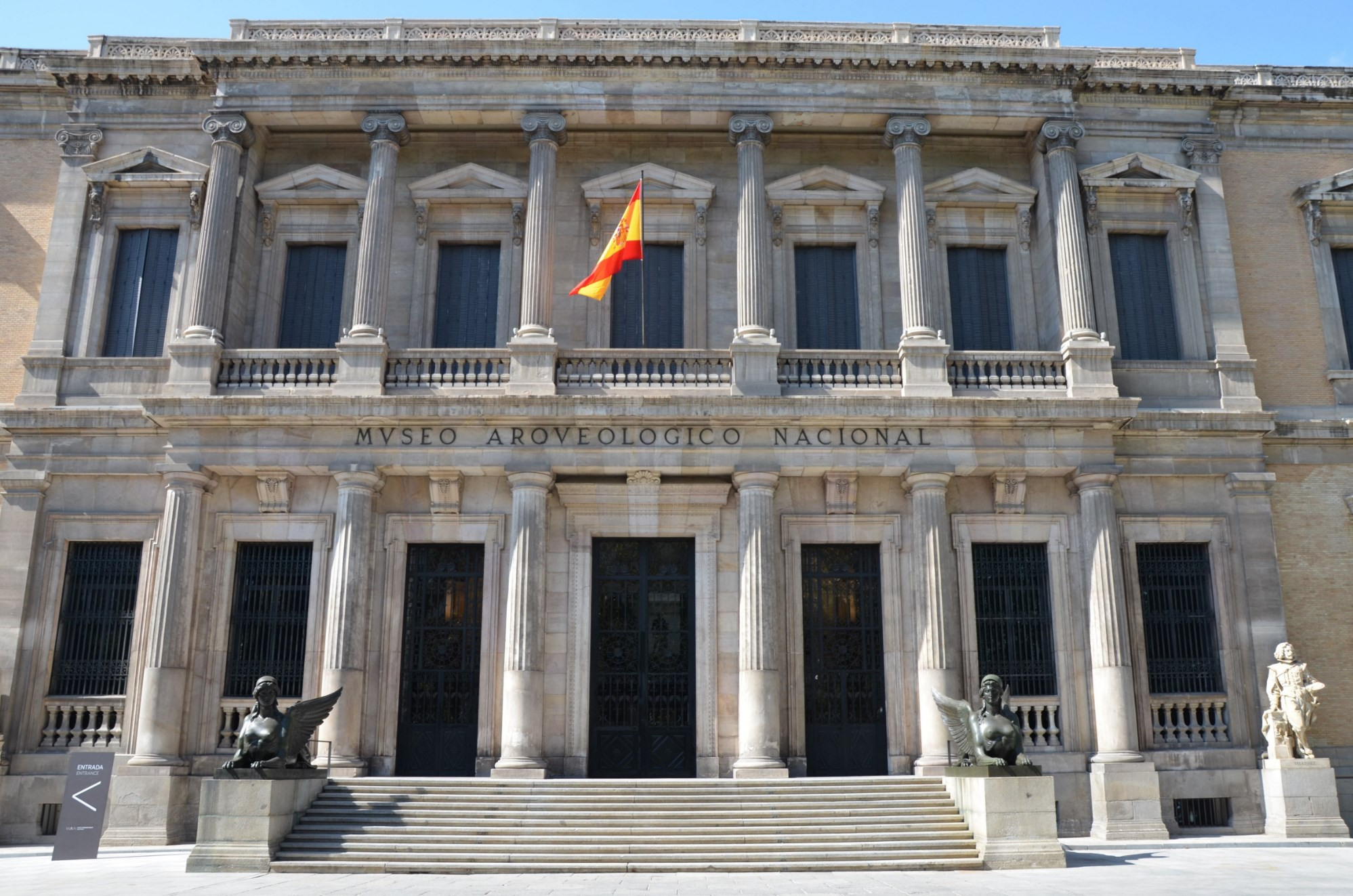
Nationaal Archeologisch Museum van Madrid

Het Nationaal Archeologisch Museum van Madrid of MAN (Spaans: Museo Arqueológico Nacional) is een museum voor archeologie in de Spaanse hoofdstad Madrid. Het museum ontvangt ongeveer 500.000 bezoekers per jaar.

## Historiek
Het museum werd opgericht in 1867. Het was zes jaar gesloten voor renovatiewerkzaamheden en op 1 april 2014 heropend. Het Nieuwe Archeologische Museum, kortweg "MAN" genoemd, is nu een vier verdiepingen tellend tentoonstellingsgebouw van ongeveer 10.000 m². Veertig zalen omvatten ongeveer 13.000 tentoonstellingsstukken.

## Collectie
Historische artefacten uit het Spaanse deel van het Iberische schiereiland zijn prominent aanwezig. Belangrijk zijn de fragmentarische Iberische beelden van Porcuna, de Dama de Elche en de Dama de Baza, evenals het gereconstrueerde mausoleum van Pozo Moro uit de late 6e eeuw v.Chr. De Romeinse mozaïeken en de Visigotische votiefkronen van koning Recceswinth dragen bij tot de uitstraling van dit museum.
Een ander bijzonder kenmerk van het museum is de replica van de Noord-Spaanse grot van Altamira, die beroemd werd om zijn rijke, prehistorische rotstekeningen.
Er is ook een Egyptische, Griekse, Romeinse en Islamitische collectie. Een nieuw hoogtepunt van het museum is de afdeling numismatiek, die ongeveer 300.000 munten bevat, waarvan er slechts ongeveer 1000 worden tentoongesteld.

## Galerij

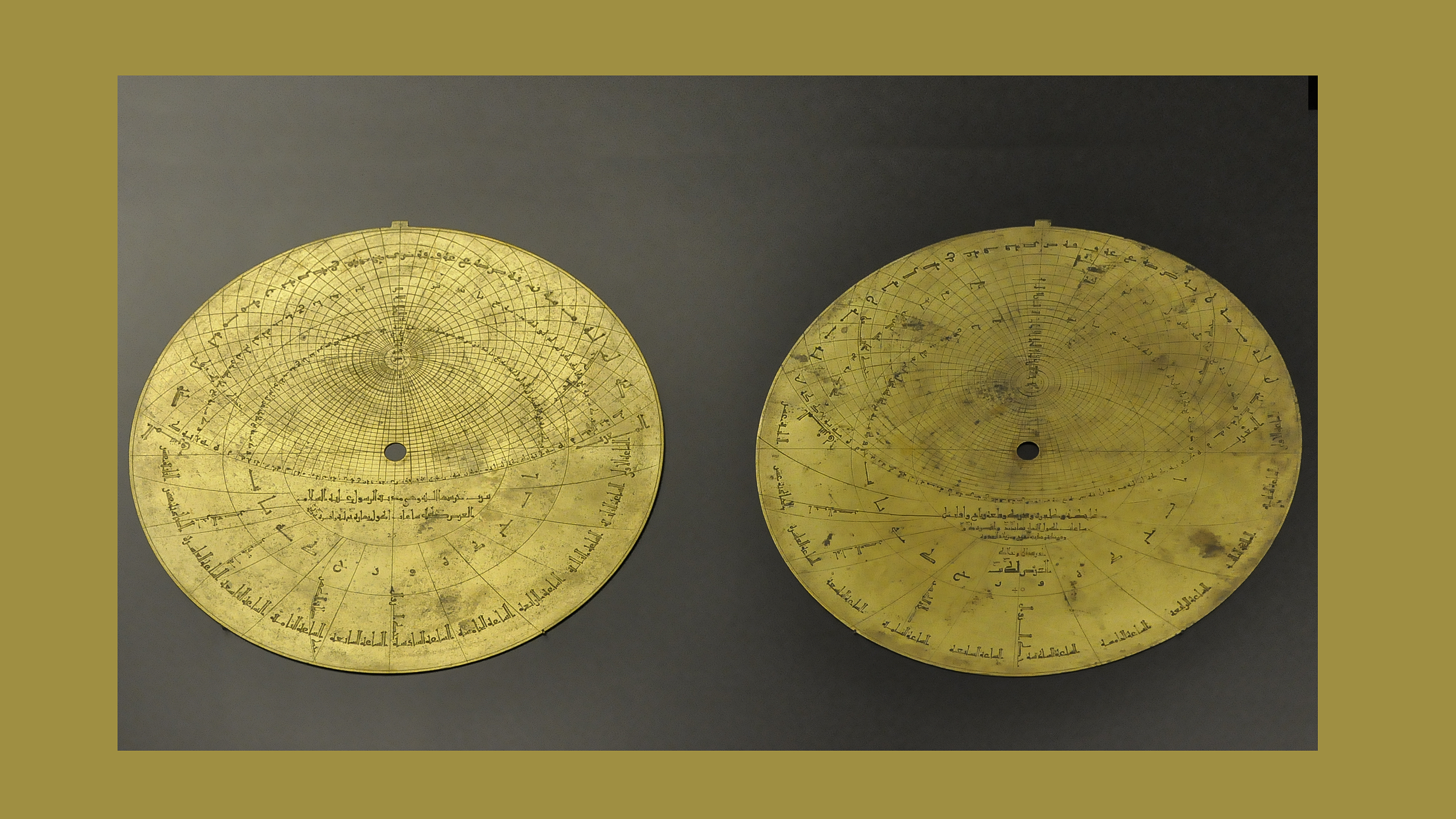
Astrolabium van Al-Sahli (1067)
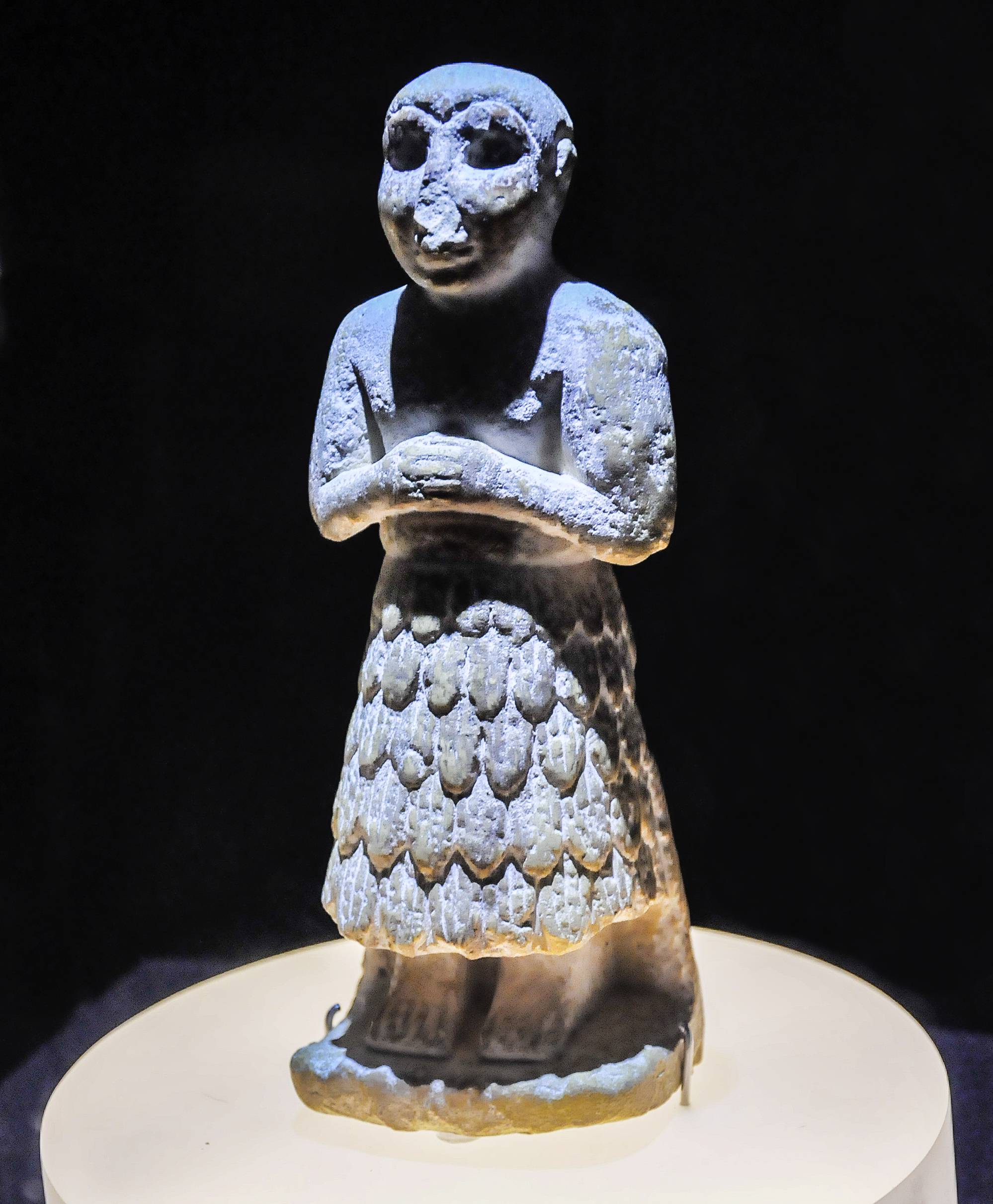
Biddende Sumeriër (Mesopotamië 2500 v.Chr. Vroeg-dynastieke Periode)
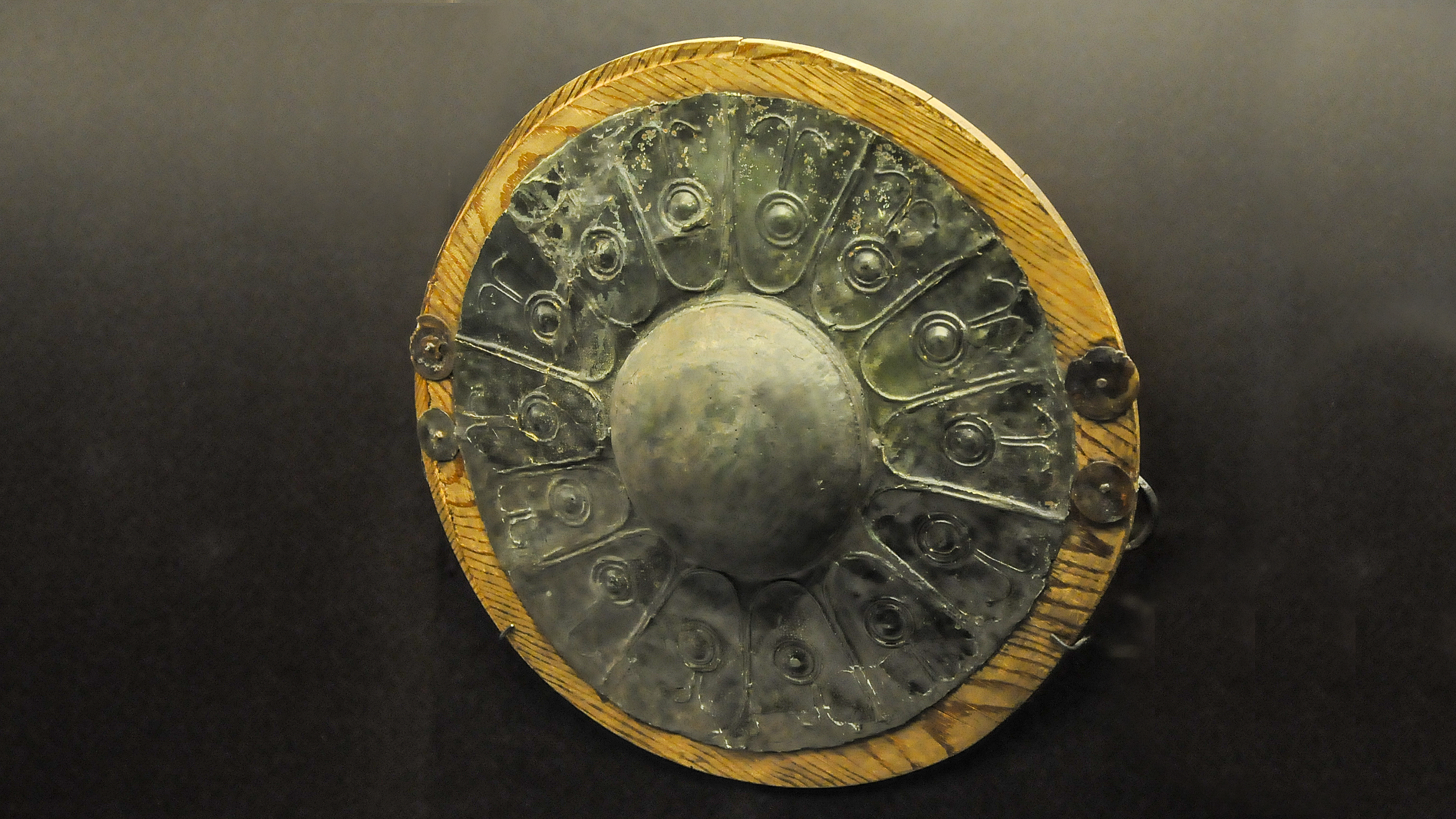
Bronzen schild uit V-IVe eeuw v.Chr.
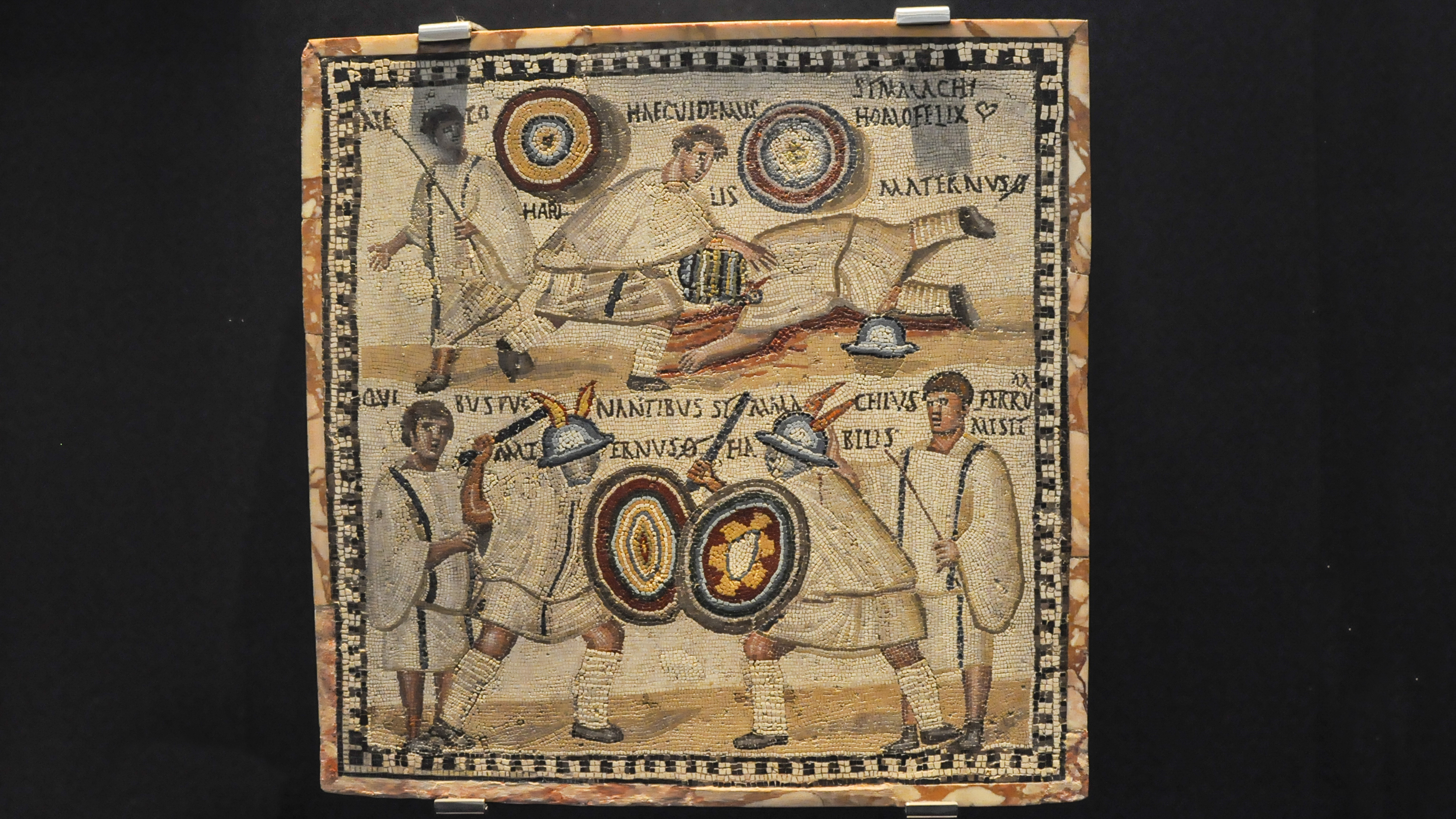
Mozaïek met gladiatoren (Rome 3e eeuw)